# Gemmula ambara
Gemmula ambara is een slakkensoort uit de familie van de Turridae. De wetenschappelijke naam van de soort is voor het eerst geldig gepubliceerd in 2008 door Olivera, Hillyard & Watkins.